# Nitschkia brevispina
Nitschkia brevispina är en svampart som först beskrevs av Munk, och fick sitt nu gällande namn av John Axel Nannfeldt 1975. Nitschkia brevispina ingår i släktet Nitschkia och familjen Nitschkiaceae.  Arten är reproducerande i Sverige. Inga underarter finns listade i Catalogue of Life.